# Radio (film 2003)
Radio (ang. Radio) – amerykański dramat z 2003 roku w reżyserii Michaela Tollina na podstawie artykułu Gary'ego Smitha w Sports Illustrated.

## Opis fabuły
Opowieść o przyjaźni upośledzonego czarnoskórego chłopca Jamesa Roberta Kennedy z białym trenerem Haroldem Jonesem. James mieszka w miasteczku w Karolinie Południowej, bardzo lubi słuchać radia i dlatego ludzie nazywają go "Radio". Nikt prócz jego matki nie rozmawia z nim. Trener zaprzyjaźniając się z Jamesem zmienia nastawienie okolicznych mieszkańców do chłopca.

## Obsada
- James Robert 'Radio' Kennedy – Cuba Gooding Jr.
- trener Jones – Ed Harris
- Linda Jones – Debra Winger
- Frank Clay – Chris Mulkey
- pani Kennedy – Alfre Woodard
- Johnnie Clay – Riley Smith
- Mary Helen Jones – Sarah Drew

## Nagrody i nominacja
Złota Malina 2003
- Najgorszy aktor - Cuba Gooding Jr. (nominacja)